# Ziekierija Aknazarow
Ziekierija Szarafutdinowicz Aknazarow (ros. Зекерия Шарафутдинович Акназаров, ur. 22 sierpnia 1924 we wsi Jamaszewo w Baszkirskiej ASRR, zm. 2 kwietnia 2000 w Ufie) – premier Baszkirskiej ASRR (1962–1986).
W 1940 ukończył szkołę pedagogiczną, pracował jako nauczyciel w szkole podstawowej, 1942–1946 służył w Armii Czerwonej, brał udział w wojnie z Niemcami, w latach 1946–1948 był II sekretarzem rejonowego komitetu Komsomołu w Baszkirskiej ASRR. Od 1945 członek WKP(b), 1948 ukończył szkołę partyjną w Ufie, od 1948 był instruktorem, zastępcą kierownika wydziału i sekretarzem, następnie II sekretarzem Baszkirskiego Komitetu Obwodowego Komsomołu, 1950 zaocznie ukończył Baszkirski Państwowy Instytut Pedagogiczny, 1951–1954 był I sekretarzem Baszkirskiego Obwodowego Komitetu Komsomołu. Od 1954 do lutego 1962 kierownik Wydziału Organów Partyjnych Baszkirskiego Komitetu Obwodowego KPZR, 1960–1962 pracownik naukowy Akademii Nauk Społecznych przy KC KPZR, od lutego 1962 do 8 stycznia 1986 przewodniczący Rady Ministrów Baszkirskiej ASRR, następnie na emeryturze. Od 8 kwietnia 1966 do 30 marca 1971 członek Centralnej Komisji Rewizyjnej KPZR. Deputowany do Rady Najwyższej ZSRR od 6 do 9 kadencji, Rady Najwyższej RFSRR 10 i 11 kadencji i Rady Najwyższej Baszkirskiej ASRR od 4 do 11 kadencji.

## Odznaczenia
- Order Lenina (dwukrotnie – 1971 i 1984)
- Order Rewolucji Październikowej (1981)
- Order Czerwonego Sztandaru Pracy (dwukrotnie – 1957 i 1966)
- Order Przyjaźni Narodów (1974)